# Валанчюс, Мотеюс
Моте́юс Вала́нчюс (лит. Motiejus Valančius, пол. Maciej Wołonczewski, Матвей-Казимир Волончевский; 16 [28] февраля 1801, дер. Насренай, ныне Кретингский район Литвы — 17 [29] мая 1875, Ковно) — литовский писатель-просветитель, историк, епископ жемайтийский.

## Биография
Родился в крестьянской семье. Учился в школе в Жемайтской Кальварии (1816—1821) и в духовной семинарии в Варняй (1822—1824), затем в семинарии в Вильне (1824—1828). С окончанием рукоположён в священники и получил степень кандидата теологии. Служил учителем и капелланом в школе в Мозыре и Крожах. В 1836 году получил степень магистра теологии. С мая 1840 года адъюнкт виленской римско-католической Духовной академии, в августе 1842 года переведённой в Санкт-Петербург; профессор академии. В 1845 году вернулся в Литву, получив назначение на должность ректора варняйской духовной семинарии. По булле Папы Римского Пия IX и указу царя в марте 1850 года стал католическим епископом Жемайтии (Тельшевская, Тельшяйская епархия).
Вёл просветительную работу, организовал приходские школы и библиотеки, заботился об издании литовских книг (в том числе в Восточной Пруссии и тайного ввоза их в Литву), сам издавал много брошюр и книг духовного, религиозно-дидактического содержания. В декабре 1858 года избран действительным членом Виленской археологической комиссии. С мая 1861 года почётный член Ковенского губернского статистического комитета.
Некоторое время дружил с просветителем С. Даукантасом и финансово поддерживал его исследования, однако со временем отношения между ними испортились, так как епископ довольно придирчиво контролировал написанное историком.

## Награды
Награждался орденами Св. Анны третьей степени (1847), Св. Владимира третьей степени (1859), Св. Станислава первой степени (1862).

## Трезвенное движение
По инициативе епископа Валанчюса в 1858 году в Юрбаркасе при костёле возникло общество трезвости. Вскоре трезвенное движение охватило большую всю Ковенскую губернию и начало распространяться в Виленской и Гродненской губерниях. В Литве общества трезвости включали ок. миллиона человек. Общества трезвости создавались при костёлах: мужчины клялись на алтаре или иконе Девы Марии не употреблять алкогольных напитков и следить за тем, чтобы этого не делали другие прихожане (нарушителей наказывали — запирали в колокольне, пороли и т. п.); в костёлах заводились книги со списками трезвенников. Общества трезвости образовывались без разрешения властей и в обход запрета давать какие-либо клятвы помимо присяги царю, нанесли значительный ущерб винокуренной промышленности (в Ковенской губернии в 1859 году было закрыто 87 винокуренных заводов) и доходам казны (в литовских губерниях выплаченные сборщикам акциза жалования в 1860 году превысили акцизные сборы от продажи алкогольных напитков), вызвали обоснованные опасения властей как форма гражданской самоорганизации.

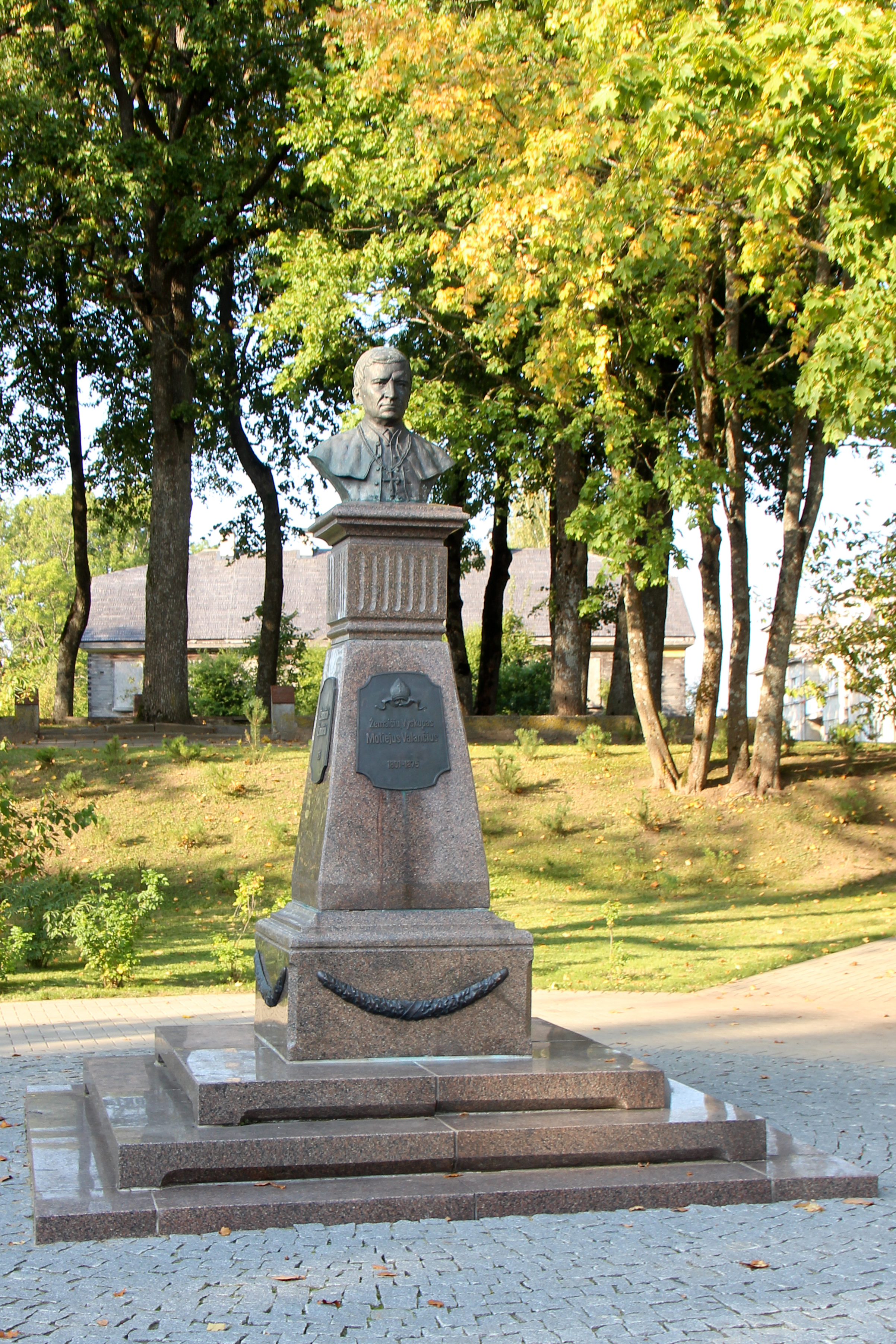
Памятник в Варняй

## Творчество
В 1848 году издал двухтомное историографическое исследование «Жемайтская епархия», составленное первоначально на польском языке, потом на литовском. Автор «Житий святых» в двух томах (лит. «Živatai šventųjų», 1858; (лит. «Gyvenimai šventųjų Dievo», 1868), «Библейской истории», «Катехизиса», «Друг жмудских детей», «Псалмы Давида» и др. Для курляндских католиков издал несколько книг на латышском языке. Перевёл на литовский язык «О подражании Христу» Фомы Кемпийского (1852).
Издал сборник литовских пословиц (1867). Выпустил несколько сборников дидактических рассказов («Книжка для детей», 1864; «Книжка для взрослых», 1868). Наиболее значительное произведение — повесть «Юзе из Паланги» (лит. «Palangos Juzė», 1869). Литературное мастерство, богатство языка, красочные картины народного быта и нрава сделали Валанюса родоначальником литовской художественной прозы.
Считается, что по инициативе Валанчюса в Литве была создана традиция Майских песнопений в честь Девы Марии.
В политике придерживался консервативных взглядов.